# Christian Billich
Christian „Chris“ Billich (* 16. April 1987 in Freiburg im Breisgau) ist ein deutscher Eishockeyspieler, der seit Juli 2019 erneut beim EHC Freiburg aus der DEL2 unter Vertrag steht und dort auf der Position des linken Flügelstürmers spielt. Zuvor war Billich bereits mehrfach in Freiburg aktiv, nachdem er dort auch seine Juniorenzeit verbracht hatte. Des Weiteren spielte er für die Heilbronner Falken und Dresdner Eislöwen in der zweithöchsten deutschen Spielklasse. Sein jüngerer Bruder Steven Billich ist ebenfalls professioneller Eishockeyspieler.

## Karriere
Billich spielte zunächst auf Juniorenebene beim EHC Freiburg und kurzzeitig beim EV Füssen, bevor der Linksschütze im Verlauf der Saison 2005/06 sein Profidebüt für den deutschen Zweitligisten in der 2. Bundesliga gab. Bei seinem ersten Einsatz in der 2. Eishockey-Bundesliga erzielte Billich neben einer Torvorlage auch einen Treffer gegen die Tölzer Löwen. In seiner zweiten Seniorensaison im Trikot der Freiburger gelang Billich der Durchbruch bei dem inzwischen in die dritthöchste Spielklasse abgestiegenen Verein, wobei er sich punktemäßig während der Spielzeit 2007/08 erstmals signifikant steigerte. Für die DEL-Saison 2008/09 wurde der Angreifer mit einer Förderlizenz für die Frankfurt Lions aus der Deutschen Eishockey Liga (DEL) ausgestattet und stand im Saisonverlauf in zwei Spielen für die Frankfurter auf dem Eis, wobei der linke Flügelstürmer punkt- und straflos blieb.
Zurück nach Freiburg gelangen dem Offensivakteur in der Saison 2010/11 mit 23 Toren und 34 Assists in 48 Zweitligaspielen der Hauptrunde neue persönliche Rekorde. Dadurch belegte der Stürmer nach dem Kanadier Dustin Sylvester den zweiten Platz in der teaminternen Scorerliste und war ligaweit unter den besten zehn Akteuren vorzufinden. In derselben Spielzeit unterlag Billich mit den Freiburgern in der Relegation und stieg mit dem Verein demnach in die Oberliga ab, aufgrund des Lizenzentzugs folgte kurze Zeit später der Fall in die Viertklassigkeit. Im Mai 2011 unterzeichnete Billich einen Kontrakt für die Saison 2011/12 bei den Heilbronner Falken und verblieb somit in der zweithöchsten Spielklasse. Ebenfalls wechselten sein Teamkollege David Danner und sein Bruder Steven Billich nach Heilbronn. Vor der Spielzeit 2013/14 wechselte er in die Oberliga zu den Kassel Huskies. Mit den Huskies erreichte er im Frühjahr 2014 den Aufstieg aus der Oberliga in die DEL2, erhielt jedoch anschließend keinen neuen Vertrag dort. Daher kehrte er zu seinem Stammverein nach Freiburg zurück.
Mit den Freiburgern gelang Billich im folgenden Jahr ebenfalls die Rückkehr in die DEL2, wo sich der Klub in der Folge wieder etablierte. Das Spieljahr 2015/16 verpasste er wegen eines Kreuzbandrisses dabei komplett. Nach vier Jahren in Freiburg wechselte Billich im Sommer 2019 innerhalb der DEL2 zu den Dresdner Eislöwen, um sich noch einmal einer neuen Herausforderung zu stellen. Nach einem durchwachsenen Jahr bei den Eislöwen kehrte er zur folgenden Spielzeit wieder zum EHC Freiburg zurück. Dort bekleidete er in der Saison 2022/23 das Amt des Mannschaftskapitäns.

## Erfolge und Auszeichnungen
- 2008 Aufstieg in die 2. Bundesliga mit den Wölfe Freiburg
- 2014 Aufstieg in die DEL2 mit den Kassel Huskies
- 2015 Oberliga-Meister und Aufstieg in die DEL2 mit dem EHC Freiburg

## Karrierestatistik
Stand: Ende der Saison 2024/25
(Legende zur Spielerstatistik: Sp oder GP = absolvierte Spiele; T oder G = erzielte Tore; V oder A = erzielte Assists; Pkt oder Pts = erzielte Scorerpunkte; SM oder PIM = erhaltene Strafminuten; +/− = Plus/Minus-Bilanz; PP = erzielte Überzahltore; SH = erzielte Unterzahltore; GW = erzielte Siegtore; 1 Play-downs/Relegation; Kursiv: Statistik nicht vollständig)